# آرکادیوش یانیچک
آرکادیوش یانیچک (لهستانی: Arkadiusz Janiczek؛ زادهٔ ۱۴ ژانویه ۱۹۷۴) بازیگر اهل لهستان است.
از فیلم‌ها یا مجموعه‌های تلویزیونی که وی در آن‌ها نقش داشته‌است، می‌توان به گوش آقای رئیس، سال‌های شیرین، جادوگر (فیلم)، جادوگر (مجموعه تلویزیونی)، اجاره‌نشین‌ها، شمش‌سازان، در خوشی و سختی، کارآگاهان جنایی، ورای تخت جراحی، دوران افتخار، نشانه‌گذاری‌شده، پدر متیو، دستورالعمل زندگی، در خیابان سپولنی، کمیسر آلکس، پزشکان، تاج پادشاهان، صد سال خاندان وینیخ، کلبه جنگلی، رنگ‌های خوشبختی، قانون حقیقی، خدایان، والسا: مرد امید، رز، عشق بزرگ کوچک، عروس جنگ و داستان‌های عاشقانه اشاره نمود.